# Hybris (Mythologie)

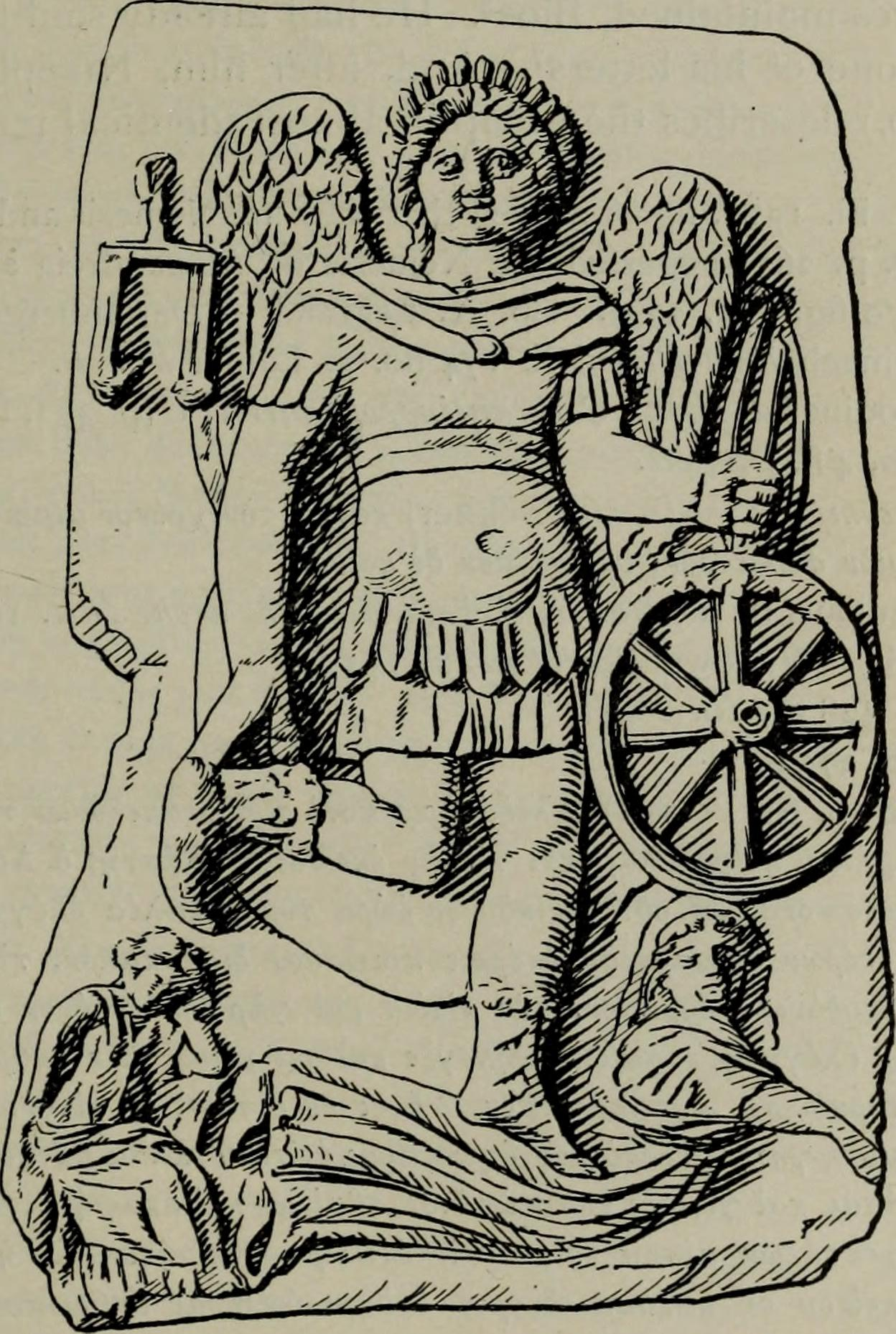
Nemesis bestraft die am Boden liegende Hybris

Hybris (altgriechisch Ὕβρις Hýbris, deutsch ‚Übermut, Anmaßung‘) ist in der griechischen Mythologie der Name einer Nymphe, mit der Zeus den Halbgott Pan gezeugt haben soll, andere Quellen bezeichnen Hybris als die Mutter von Koros. Manchmal wird auch der Name Thymbris angegeben. Als lateinisches Äquivalent zu Hybris wird Contumelia erwähnt.

## Beschreibung
Hybris bezeichnet einerseits eine Haltung, die zu übermäßigem Übermut verleitet, als auch die Art der Übergriffe. Die Hybris wird mit Frevel, Gewalt, Grausamkeit, Raub, Übermut, Unbeherrschtheit, Vergewaltigung, Verletzung, Willkür, Wollust gleichgesetzt. Schon Homer verwendete diesen Begriff in seinen Werken und bezieht sich auf willkürliches, anmaßendes, übermütiges und gewalttätiges Verhalten. Bei Hesiod steht die Hybris im Zusammenhang mit einer aus dem goldenen Zeitalter abgesunkenen Menschheit. Allerdings betont er, dass die Rechtsordnung der Dike letztlich über den Frevel und den Übermut der Hybris siegen werde.
Theognis von Megara soll gesagt haben, dass die Sättigung die Mutter der Hybris sei. Sie sei wie eine tödliche Krankheit, die das Gemeinwesen befalle. Sie verkörpert das Gegenteil der Gesundheit des Herzens, der Gelassenheit, der Sophrosyne. Eine Gottheit, die das Volk eines Landes vernichten wolle, schicke diesem als erstes Unglück die Hybris. Theognis habe selbst Städte untergehen sehen die im Überfluss und der zügellosen Üppigkeit schwelgten. Zu diesen einst glänzenden Städte zählten jene der Ionier, Magnesia, die Stadt Kolophon und Smyrna.
Als Hybris wurden sowohl ein Frevel gegen die Götter, ungenügende Ehrerbietung gegenüber Höherstehenden, der Mangel an Schonung gegenüber Gleichstehenden oder Hilfsbedürftigen, als die Missachtung fremder Rechtssphäre, das Hinwegsetzen über Sitte und Gesetz oder der Versuch gegen die Naturbedingungen des Daseins anzukämpfen. All das galt als sittliches Übel. Als Hybris angeprangert wurde das Verhalten mythischer Gestalten wie beispielsweise
- Tityos, der sich von seiner Lust getrieben an der Göttin Leto vergehen wollte
- die Unersättlichkeit des Tantalos
- die Ruhelosigkeit des Sisyphos
- die Freier in der Odyssee, die das Gut des Königs von Ithaka verprassen, seine Leute misshandeln und sich mit an Fremden und Bettlern vergriffen
- Aias, der sich rühmte gegen den Willen der Götter dem tosenden Meer entkommen zu sein, obwohl es Poseidon war, der ihn rettete
- das Verhalten des Agamemnon, der ein dem Achilleus zugesprochenes Ehrengeschenk für sich beansprucht

In der attischen Gerichtssprache kannte man die Hybris als Verletzung eines Mitbürgers oder eines seiner Angehörigen durch tätliche Gewaltanwendung oder Missbrauch. Dabei war der Stand der geschädigten Person unerheblich, es konnte ein Sklave, die Gattin oder ein Kind des Anderen geschädigt worden sein. Es zählte der Tatbestand des Übergriffs auf die eigene Rechtssphäre und die bewusste Handlung. Auch ein zur Schau gestellter Luxus galt als Hybris. Sie steht für den Egoismus, der das Ich zum Zentrum macht.